# April Flowers
April Flowers (Wasilla, Alaska; 28 de marzo de 1978) es una actriz pornográfica y modelo estadounidense. En el mundo de la pornografía es conocida por su verdadero nombre, pero ha utilizado también los seudónimos: April Summers (el más frecuente en Internet), April Rain, Vanessa Rae, Diana Espen y Diana Rea Epsen. En relación con su personalidad, ella misma se define en tres palabras: obstinada, decidida e independiente.

## Biografía

### Vida personal
Cursó sus estudios básicos y parte de la secundaria en una escuela privada de la localidad, en donde practicó varios deportes, como el fútbol y el baloncesto; lo cual -según confiesa- hizo que se comportara por aquellos días como una muy linda adolescente marimacha. En el verano gustaba de montar su caballo Quanha y practicaba el patinaje artístico sobre hielo. Sus momentos favoritos eran cuando patinaba; actividad en la cual era muy buena. Ella gustaba tanto del patinaje que su plan era entrar a Disney Sobre Hielo cuando terminara la secundaria. Sin embargo, esto no sucedió como lo soñaba.
Cuando cumplió 16 años se fue de la casa de sus padres porque ellos eran muy estrictos y no accedían a que asistiera a la escuela pública. Se fue de la casa, consiguió un trabajo y comenzó a vivir como adulta a esta edad. En este periodo de su vida valoró lo costoso que era vivir sola, pues ya no contaba con el apoyo de sus padres para solventar los gastos, y el dinero que ganaba con su trabajo solo le permitía pagar sus lecciones de patinaje; pero no podía pasar mucho tiempo practicando porque tenía que trabajar. Por la misma época en que cumplió la mayoría de edad, conoció en la escuela a una muchacha que trabajaba en un club nocturno durante el verano, quien le contó que pronto se iba a celebrar un concurso y podían ganar 500 dólares si participaban. Se entrevistaron con el gerente del sitio en donde se celebraría el certamen, el cual las citó una semana después para que le presentaran su espectáculo. Ambas regresaron a la semana siguiente y esa fue la primera vez que se desnudó en público, a lo que declaró: "¡Nunca he estado tan asustada en toda mi vida!". Lo que después la motivó a trabajar en los centros nocturnos fue el hecho de que ganaba más dinero en una noche que en tres semanas en un trabajo normal. Así se volvió bailarina exótica por un tiempo, al mismo tiempo que tomaba algunas clases en la universidad de la localidad.
Ante la desilusión de no poder cumplir sus planes de volverse patinadora profesional, ella tomó la decisión de ser "Feature Dancer" (bailarina contratada para ir a varios clubes por todo el país o el mundo y realizar Celebrity Appearances), porque podía cobrar el sueldo más alto a los clubes por cada exhibición. Tiempo después, cuando presentaba su show en Las Vegas, un cazatalentos se acercó a ella para preguntarle si estaba interesada en posar en revistas para caballeros. Ella vio en esta oferta una excelente manera de alcanzar la fama. Aprovechó el ofrecimiento y voló a Los Ángeles, donde conoció a fotógrafos y firmó contratos. Durante un año se la pasó volando de uno a otro lado, de Alaska a Los Ángeles, por lo cual, después de pensarlo cuidadosamente, tomó la decisión de mudarse a California e hizo su primera película para adultos. A partir de entonces ha posado para un sinfín de revistas y agencias pornográficas y ha realizado numerosas películas del mismo género; siendo una de las estrellas porno más ocupadas por su trabajo. En el periodo que comprende de 1999 a 2004 apareció en 205 filmes, lo cual equivale a grabar una escena por semana durante cuatro años seguidos.

## Premios
| Ceremonia   | Año  | Categoría                         | Película                  | Resultado |
| ----------- | ---- | --------------------------------- | ------------------------- | --------- |
| Premios AVN | 2004 | Mejor Interpretación No Sexual.   | Unfinished.               | Nominada  |
| Premios AVN | 2003 | Mejor Escena de Sexo en Grupo.    | Heroin.                   | Nominada  |
| Premios AVN | 2003 | Mejor Escena de Sexo en Grupo.    | Paradise Lost.            | Nominada  |
| Premios AVN | 2003 | Mejor Escena de Sexo Solo Chicas. | Breathless.               | Nominada  |
| Premios AVN | 2003 | Mejor Actriz de Reparto.          | Something so Right.       | Nominada  |
| Premios AVN | 2003 | Artista Femenina del Año.         | Artista Femenina del Año. | Nominada  |
| Premios AVN | 2002 | Mejor Escena de Sexo Solo Chicas. | Bad Wives 2.              | Nominada  |
| Premios AVN | 2002 | Mejor Actriz de Reparto.          | Bad Wives 2.              | Nominada  |
| Premios AVN | 2001 | Mejor Escena de Sexo en Grupo.    | Facade.                   | Nominada  |
| Premios AVN | 2001 | Mejor Rendimiento Tease.          | Blondes.                  | Nominada  |

## Filmografía
2011:
- Lesbian Truth or Dare 5.

2007:
- Saturday Night Beaver.

2006:
- Award Winnin Sex Stars 2.
- Body & Soul.
- Golden High Heels 1.
- Fantastic 4 on the Floor.
- Fun with Chick & Jane.

2005:
- 100 % Blowjobs 32.
- Apprentass 3.
- Barnyard Babes.
- Best of North Pole 2.
- Dasha: Like a Geyser.

2004:
- 100 % Blowjobs 24 y 26.
- All Natural Beauties.
- Apprentass.
- Bisexual Dreamgirls.
- Hotel Erotica: Up All Night.
- Nuttin Hunnies.
- South of Eden.
- Sweet Grind.
- The Best of Cherokee.
- Valley Cats.
- Vixxen.
- Wicked Divas: Stormy.
- Women of Color 7.

2003:
- 100 % Blowjobs 18 y 21.
- A Man Apart Stripper.
- Any Dorm in a Storm.
- Ass Cleavage 2.
- Ass Worship 5.
- Cake.
- Cheerleader Massacre.
- Cumstains.
- C-Men: Part 2 - Fanny Force.
- Deep Pink.
- Erosity.
- Filthy Rich.
- Flesh Hunter 6.
- Jenna Loves Kobe.
- Kira's Hot Spot.
- Model Lust.
- New Love.
- Perfection.
- Pick-Up Lines 75.
- Roommate from Hell.
- Sexual Curiosity 2: Secret Sins.
- Skin Deep.
- Splurge.
- Swirl.
- The Best of Shayla Le Veaux.
- The Mummy's Kiss Yvonne.
- The Wild Pair.
- Wicked Sex Party 6.
- WMB: Weapons of Masturbation.

2002:
- 100 % Blowjobs 5.
- 100 % Natural.
- 18 & Natural.
- All There Is.
- All Wrapped Up in Life.
- American Girls 2.
- Beautiful Couples.
- Best Friends.
- Devon Stripped.
- Eager Beavers 4.
- Embrace the Darkness II.
- Erotic Stories.
- Finally Legal 3.
- Girlfriends.
- Hidden Desires.
- Hotel Erotica.
- I Breathless.
- Liars Club.
- Love @ First Byte.
- One Good Minute.
- Perfect Pink 12.
- Quiver.
- Shoe Store.
- Sex & the Studio.
- Something so Right.
- Supermodels II.
- The Arrangement.
- The Model Solution.
- The Oral Adventures of Craven Moorehead 12 y 13.
- When the Boyz Are Away the Girlz Will Play 9.

2001:
- 5 Rooms.
- Adult Movie.
- Babes Illustrated 11.
- Bad Habits.
- Bad Wives 2.
- Beast.
- Bend Over & Say Ahh 3.
- Blowjob Fantasies 13.
- Calendar Issue 2001.
- Dead Men Don't Wear Rubbers.
- Decadent Dreams.
- Eager Beavers 3.
- Ecstasy Girls 3.
- Euphoria.
- Evolution.
- Fast Times at Deep Crack High.
- Flash.
- Flick.
- Foot Lovers Only 4.
- Hollywood's Hidden Lives.
- House of Lies.
- Immortal.
- In the Heat of De'Nyle.
- Irresistible.
- Lex the Impaler.
- Liquid Sex.
- Mafioso.
- Marissa.
- Nasty Girls 24.
- Natural Tease.
- Passion Crimes.
- Personals II: CasualSex.com.
- Pornomatic 2001.
- Rags 2 Riches.
- Rapunzel.
- Sex Games.
- Smoker.
- Sodomania Slop Shots 9.
- Talk Sex.
- The Prisoner.
- The Shockin Truth.
- The Third Eye.
- To Completion.
- Together Forever.
- Tropic of Desire.
- Underworld.
- University Blues.
- Voices.
- Voyeur Confessions.
- Wicked Sex Party 3.
- Women in Control.

2000:
- All Expenses Paid.
- All Natural 3.
- Angel Dust.
- Ass Cream Man.
- Bangin' the Night Away.
- Best Butte in the West 5.
- Bi-ing Time.
- Blonde Brigade.
- Blondes.
- Cellar Dweller 3.
- Chasin the Big Ones 2.
- Color Blind 4.
- Cum & Chaos.
- Cum Dumpster.
- Cumback Pussy 28: Baby's on Fire.
- Dare.
- Dark Angels.
- Diamond Dog.
- Dirty Deeds Done Dirt Cheap 3.
- Dirty Little Sex Brats 11.
- Down the Hatch 3.
- Ecstasy Girls 2.
- Erotica.
- Every Man's Fetish 8: American Fetish.
- Exposure.
- Extreme Teen 10 y 5.
- Facade.
- Finger Lickin' Good.
- Fleshtones.
- Foot Lovers Only 2.
- Hand Job Hunnies 2.
- Hot Bods and Tail Pipe 15 y 16.
- I Love Lesbians 8.
- Initiations 2.
- Intimate Expressions.
- Just 18 3, 4 y 5.
- Little White Chicks Big Black Monster Dicks 6.
- Nasty Nymphos 28.
- New Breed 3.
- Oral Consumption 2.
- Paradise Hole.
- Please 6 y 11.
- Please Cum Inside Me.
- Pornological 5.
- Portraits in Blue.
- Puritan Video Magazine 25.
- Puppeteer.
- Sex Offenders 10.
- Sodomania: Slop Shots 8.
- Submissive Little Sluts 6.
- The Wages of Sin.
- Watcher 9.
- We Go Deep 6 y 10.
- Wet Dreams 8.
- White Trash.
- Worldwide Sex 1 y 2.
- Young Dumb & Full of Cum 4.

1999:
- Blowjob Adventures of Dr. Fellatio 20.
- Erotic Exotics.
- Ka$h.
- Nasty Girls 20.
- North Pole 11.
- Naughty College School Girls 4.
- Papa Load's Blowjob Babes 2.
- Pick-Up Lines 38, 39 y 45.
- Rode Tools 2.
- The 4 Finger Club 7.
- United Colors of Ass: Part III.
- Up and Cummers 64 y 71.